# Bellegarde (Gard)
Bellegarde ou, na sua forma portuguesa, Belegarda é uma comuna francesa na região administrativa de Occitânia, no departamento de Gard. Estende-se por uma área de 44,96 km². Em 2010 a comuna tinha 7 357 habitantes (densidade: 163,6 hab./km²).